# Bellcaire d’Urgell
Bellcaire d’Urgell település Spanyolországban, Lleida tartományban. Bellcaire d’Urgell Balaguer, La Sentiu de Sió, Cubells, Montgai, Bellmunt d’Urgell, Penelles, Linyola, Bellvís és Vallfogona de Balaguer községekkel határos. Lakosainak száma 1228 fő (2024).

## Népesség
A település lakosságának változását az alábbi diagram mutatja:
| Lakosok száma | 70   | 1360 | 1642 | 1733 | 1475 | 1218 | 1284 | 1305 | 1230 | 1228 |
|               | 1717 | 1887 | 1936 | 1960 | 1986 | 2004 | 2009 | 2014 | 2019 | 2024 |